# Society of Women Musicians
La Society of Women Musicians (Societat de Dones Músics) va ser un grup britànic fundat l’any 1911 per la compositora Katharine Emily Eggar, la musicòloga i compositora Marion Scott i la cantant Gertrude Eaton amb la voluntat de reformar l’opinió pública sobre la música i elevar els estàndards de les polítiques musicals.

## Constitució i estatuts de la societat
L'acte d’inauguració de la Society of Women Musicians va tenir lloc el 15 de juliol de 1911 a l’Institut de la Dona a Victoria Street 92, Londres, a la qual la societat estava afiliada. L'acte va ser presidit per Katharine Emily Eggar, qui va exposar els principals objectius de la societat. Gertrude Eaton va exposar les finalitats de l'institut de la Dona i Marion Scott va llegir els estatuts de la societat. Finalment, es van fer eleccions dels membres honorífics i del consell.

### Objectius
Els objectius de la Society of Women Musicians eren els següents:
1. Establir un centre per l’intercanvi d’idees on les dones músics puguin reunir-se per discutir i depurar qüestions musicals.
2. Oferir als membres de la societat els avantatges de la cooperació i, quan es desitgi, assessorament en el vessant comercial del seu treball professional.
3. Posar en contacte a compositores i intèrprets per donar a les compositores oportunitats pràctiques de provar les seves obres.
4. Promoure altres fins que el consell consideri desitjable per l’avenç i extensió dels interessos de la societat en general.

### Consell
La societat era governada per un consell format per la presidenta, la vicepresidenta, els oficials honorífics (tresorera i secretària) i un conjunt d'entre 16 i 24 membres de la societat, entre les quals s'incloïen ex officio a les membres del comitè musical de l'Institut de la Dona.
Pel que fa a la presidència, el consell era l'encarregat de la seva elecció. La presidenta havia de ser membre de la societat i també membre ex officio del consell, i havia de deixar el càrrec transcorregut el període d'un any. Tanmateix, podia ser reelegida. El consell també s'encarregava de l'elecció de la vicepresidència, qui havia de ser membre de la societat i del consell, però no necessàriament membre ex officio.
Quant als oficials honorífics, eren elegits anualment a l'assemblea general anual, encara que podien ser reelegits. La seva feina era retribuïda i la quantitat era escollida sota criteri del consell.
Amb referència al conjunt de membres que formava la resta del consell, es retiraven quatre en cada assemblea general anual. La selecció dels membres subjectes a retirar-se es determinava per votació llevat que el Consell acordés el contrari. En la mateixa assemblea havien d'elegir-se a les membres que ocupaven les vacants del consell, les quals havien de ser proposades prèviament per membres de la societat. Les membres que es retiraven podien ser reelegides, però qualsevol membre que hagués servit consecutivament durant un període de set anys no era elegible per a la reelecció fins que passés un any a partir de la seva retirada.

#### Presidència
| Any         | Presidència                 |
| ----------- | --------------------------- |
| 1911 - 1912 | Liza Lehmann                |
| 1912 - 1913 | Emily Daymond               |
| 1913 - 1914 | Cecile Chaminade            |
| 1914 - 1915 | Katharine Eggar             |
| 1915 - 1916 | Marion Scott                |
| 1916 - 1917 | Gertrude Eaton              |
| 1917 - 1918 | Marie Brema                 |
| 1918 - 1919 | Lady Mary Trefusis          |
| 1919 - 1921 | Kathleen Schelsinger        |
| 1921 - 1923 | Adine O'Neill               |
| 1923 - 1924 | Agnes Larkcom               |
| 1924 - 1926 | Fanny Davies                |
| 1926 - 1927 | Evangeline Florence         |
| 1927 - 1930 | Rosa Newmarch               |
| 1930 - 1932 | Evelyn Stuart               |
| 1932 - 1934 | Elsie Horne                 |
| 1934 - 1935 | Edith Clegg                 |
| 1935 - 1936 | Alma Goatley                |
| 1936 - 1938 | Hester Stansfeld            |
| 1938 - 1943 | Myra Hess                   |
| 1943 - 1951 | Kathleen Long               |
| 1951 - 1955 | Astra Desmond               |
| 1955 - 1961 | Elizabeth Poston            |
| 1961 - 1963 | Seymour Whinyates           |
| 1963 - 1967 | Nancy Evans                 |
| 1967 - 1970 | Marion Countess of Harewood |
| 1971 - 1972 | Margaret Paterson           |

### Socis
Pel que fa als membres i associats, havien de ser proposats per membres de la societat i acceptats pel consell i el comitè executiu de l'Institut de la Dona.
L'afiliació estava limitada a dones compositores, executores (incloent-hi intèrprets, professors i directors d'orquestra) i escriptores de música, mentre els homes músics eren elegibles exclusivament com a associats i no tenien accés als actes privats dels membres de la societat.
La subscripció anual de socis tenia dues quotes inicialment, una quota per a membres no professionals i una quota per a membres professionals, la qual era més econòmica. La subscripció, a més dels avantatges de formar part de la societat, donava dret a les membres a tots els privilegis de l'Institut de la Dona. Més endavant, es va afegir una tercera quota reduïda per a estudiants menors de 25 anys.
Els homes pagaven la subscripció anual per a associats, la qual no incloïa la pertinença a l'Institut de la Dona. Més endavant, es va afegir l'opció a què els homes formessin part de la societat com a becaris, cosa que els permetia unir-se a les pràctiques de música de cambra, entre altres avantatges.
Sòcies destacades foren Nadia Boulanger, Elizabeth Maconchy i Elisabeth Luytens, entre moltes altres.

## Trajectòria

### Primers anys
Els inicis de la Societat van ser prometedors, amb un total de 172 socis i associats reconeguts en l'Annual Report de 1912. Econòmicament, la societat va créixer de forma exponencial des de la seva fundació (84£ de benfici l'any 1912, 120£ l'any 1913) fins a l'any 1915, on caigueren els guanys a 79£.

### Primera Guerra Mundial
La guerra va dificultar la tasca de la societat i va provocar que marxessin alguns socis. Tanmateix, durant l'assemblea general de 1915, es va votar a favor que la societat mantingués la seva activitat habitual.

### Període d'entreguerres
L'any 1920 la societat va canviar de seu i va traslladar-se a Grosvenor Street 74. El canvi de seu va suposar un període financer complicat per a la societat, tot i el creixent nombre de membres. Per aquest motiu, el consell va decidir formar un comitè financer dedicat exclusivament a tractar aquest àmbit de la societat. En poc temps es va recuperar l'estabilitat financera gràcies a la incorporació de nous socis, donacions i l'aplicació de quotes addicionals a diferents activitats com ara les pràctiques de música de cambra. L'any 1925 ja comptaven amb més de 300 socis. Tanmateix, no va ser fins a 1928 que la societat va poder saldar tots els seus deutes.

### Segona Guerra Mundial
L'activitat de la societat durant la Segona Guerra Mundial va incrementar i va atraure nous membres. Es van organitzar múltiples concerts per a les forces militars a Croydon, Wimbledon, Kingsten i a Eastern Command. Tot això va ser possible a la donació de V. H. G. Bernard que va permetre l'establiment del fons per a honoraris dels artistes.

Es van realitzar un total de 412 concerts a les tropes, hospitals, i altres establiments, suposant un total de 742 contractes de feina pels membres de la societat. El consell de la societat escrigué en el seu informe anual de 1943:
No hi ha cap dubte que la guerra, amb les seves necessitats especials, ha brindat oportunitats a la societat d'ampliar la seva esfera d'utilitat. Ens queda per veure que en els dies de pau no hi ha una disminució dels nostres esforços per defensar i promoure la causa de la música i els músics.

### Dissolució
Durant els últims anys, la Society of Women Musicians s'enfrontava a diverses dificultats. Es trobava en un moment econòmic crític, ja que l'increment del lloguer de les sales de concerts i la inversió en publicitat, entre altres aspectes, van fer que la societat fos deficitària.
Durant 1971, el canvi de secretària dos cops i el canvi de seu tres cops durant el transcurs de l'any va dificultar també, segons el consell de la societat, portar al dia els registres i les quotes de socis per part de la tresorera.
Es va organitzar un referèndum per decidir el futur de l'organització i el resultat va ser una majoria a favor de dissoldre la societat, fent-se oficial la seva dissolució el febrer de 1972. Els béns sobrants van ser aplicats a perpetuar el nom de la societat, destinant-los a la creació d'un concurs anual dirigit a dones músics. Els arxius de la societat van ser cedits a la Royal College of Music.

## Activitat

### Concerts
Al llarg de la història de la Society of Women Musicians es van organitzar nombrosos concerts, molts d'ells enfocats a visibilitzar les dones compositores que n'eren sòcies. El seu primer concert públic va ser el 25 de gener de 1912 al Queen's Hall, amb una programació basada exclusivament en obres de membres de la societat.
Els concerts eren organitzats dins la societat i també dins el marc de festivals i col·laboracions amb altres institucions o organitzacions. Un exemple és la participació de la societat en el Festival of Britain, celebrat l'any 1951. Van programar tres concerts dins el festival amb repertori dels membres de la societat, incloent-hi a compositores com Rebecca Clarke, Elizabeth Poston, Elizabeth Maconchy, Joan Trimble, Ann Hamerton, entre d'altres, a més d'associats com Vaughan Williams. També van comptar amb la col·laboració de la Riddick String Orchestra, de la qual la seva directora i alguns instrumentistes eren membres de la Society of Women Musicians.
Per a la celebració de l'aniversari de la societat s'organitzaven concerts de major categoria com ara el realitzat pel jubileu de diamant de la societat al Queen Elizabeth Hall el 7 de juliol de 1971, que va comptar amb la presència de la princesa Alexandra de Kent. El programa constava d'obres de Mozart, Ibert, Brahms, Dvorak, Gordon Jacob i l'obra premiada a la Cappiani Competition, The Silver Casket de Margaret Lucy Wilkins. La totalitat del concert va ser enregistrat per la B.B.C.

### Concursos

#### Cobbett Challenge Medal
Concurs de quartets de corda que va ser establerta gràcies a la donació de Walter Wilson Cobbett, empresari britànic i violinista amateur, l'any 1927. Els guanyadors eren guardonats amb una medalla, la qual va ser dissenyada per una membre de la societat i incloïa el retrat de Cobbett.
El primer concurs va tenir lloc a la residència de Cobbett el 4 de juliol de 1927, on van participar 10 quartets diferents.
Inicialment, estava tancat a membres de la societat, però a partir del 1931 es va obrir el concurs a quartets que no haguessin tocat professionalment, donant així oportunitat als estudiants i quartets semiamateurs.

#### Elsie Horne i W. W. Cobbett Memorial Prizes
La Society of Women Musicians va crear dos concursos de composició accessibles per als membres de la societat i que s'alternaven anualment.
Per una banda, J. B. Whyte va fundar el concurs en memòria d'Elsie Horne, qui va ser la seva dona i presidenta de la societat entre 1932 i 1934. Per altra banda, la mateixa societat va crear el concurs en memòria de Walter Wilson Cobbett, qui va fer nombroses contribucions a la societat com per exemple la donació de la Cobbett Library of British Chamber Music o el pagament de la subscripció a la Chester's Library.
El jurat d'ambdós concursos estava format exclusivament per homes, concretament Gordon Jacob, Norman Peterkin i Ivor Walsworth, per permetre que totes les dones de la societat poguessin participar-hi.

#### Marion Scott Memorial Prize
Marion Scott va fer una donació de £100 a la societat. En la seva memòria, es va decidir invertir la donació en la creació d'una competició anual d'interpretació premiada amb £10 fins que la suma de diners de la donació fos utilitzada completament.

#### Cappiani Competition
Madame Cappiani, membre de la societat, va fer una donació la qual el consell va decidir invertir en l'organització d'una competició de composició. Aquesta estava oberta a dones de totes les nacionalitats i edats. La formació demanada era per a soprano, arpa, violí, viola i violoncel. L'obra guanyadora va ser incorporada al concert del jubileu de diamant de la societat.

### Altres
La Society of Women Musicians oferia altres activitats com ara pràctiques de música de cambra, les quals van estar subvencionades també per part de Walter Wilson Cobett.
Disposava d'un cor femení, fundat l'any 1912, en el qual hi participaven membres de la societat i realitzaven concerts, col·laborant ocasionalment amb altres cors, com ara el cor de Welwyn Garden City, arribant a participar en el finançament de la societat. També disposava d'una orquestra de corda, la qual va ser fundada l'any 1923 i servia per a fer pràctiques d'estudiants de direcció. A partir de 1925, va començar a col·laborar conjuntament amb el cor de la societat, oferint noves possibilitats de repertori als directors i estudiants de direcció.
Organitzava una conferència anual de compositors en la qual es debatia sobre tècniques compositives i altres aspectes musicals. Hi participaven tant socis com associats. La seva constància queda recollida en cadascun dels Anual Reports redactats pel consell de la societat.